# Franzoseneiche (Bad Arolsen)

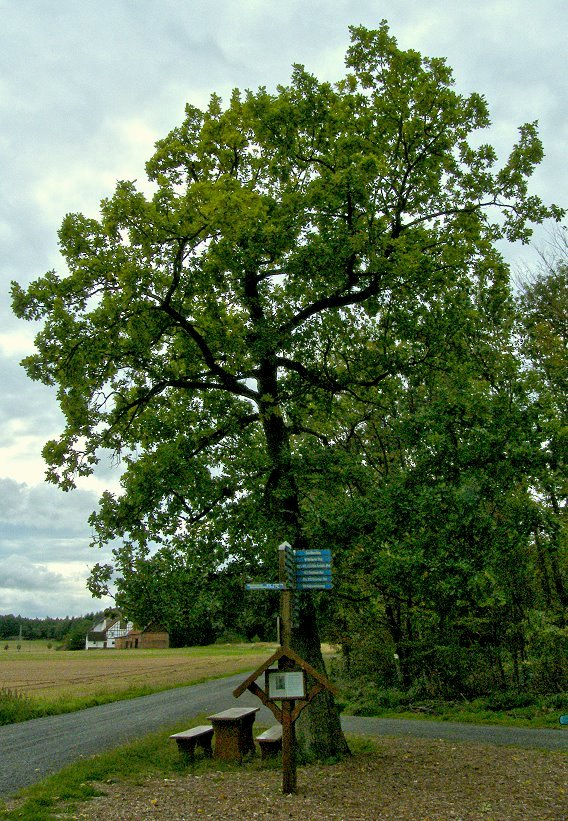
Die „neue“ Franzoseneiche (Hintergrund die „Waldschmiede“)

Die Franzoseneiche ist eine freistehende Eiche im Langen Wald zwischen Bad Arolsen und Twistetal, die sich im nordhessischen Landkreis Waldeck-Frankenberg befindet.

## Geographische Lage
An der Franzoseneiche stoßen die Gemarkungsgrenzen der Ortschaften Landau, Braunsen und Volkhardinghausen (alle Bad Arolsen) sowie Elleringhausen (Twistetal) aneinander. Sie steht nahe der Kreisstraße 9 zwischen dem 2,4 km entfernten Elleringhausen im Westsüdwesten und dem nahen Volkhardinghausen im Ostsüdosten unweit der auf dem Höhenzug des Langen Walds gelegenen „Waldschmiede“. Knapp 400 m nördlich des von dort etwa in Richtung Norden führenden Fahrwegs, auf dem der Radweg „ER 13“ (Edersee-Rundradweg; verbindet die Stauseen Edersee im Süden und Twistesee im Norden) entlangführt, steht die Eiche auf rund 375 m ü. NN.

## Geschichte
Die ursprüngliche „Franzoseneiche“ war eine große Eiche. Sie stand am Rande einer als Ackerfläche genutzten Ebene, die ins Tal abfällt, und diente in ihrer Größe und Einzelstellung als weit sichtbares Wegzeichen bzw. Orientierungspunkt. Über den Ursprung des Namens sind keine konkreten Hinweise erhalten. Der mündlichen Überlieferung nach soll der Name während des Siebenjährigen Krieges entstanden sein, als während des Kriegs von 1760 bis 1762 französische Truppen in Landau lagerten.
An der Franzoseneiche liefen bereits im Mittelalter Wege zwischen benachbarten Orten zusammen. Die Einwohner von Braunsen mussten bis 1498 hier vorbei, wenn sie nach Volkhardinghausen in die für sie zuständige Pfarrkirche kommen wollten. Ab 1498 war die Pfarrkirche in Elleringhausen, auch dorthin führte der kürzeste Weg von Braunsen her an der Franzoseneiche vorüber.
Jahrhundertelang diente der Baum zwischen den vier Orten an besonderen Festtagen auch als Tanzbaum, genau wie eine Tanzlinde, in den Bretter als Tanzboden oder für die Musiker eingelegt wurden. Die ursprüngliche Franzoseneiche ist inzwischen abgestorben. Von ihr sind keine Reste erhalten. Laut einem Artikel der Waldeckischen Landeszeitung vom 2. März 1925 stand damals noch der imposante Baumstumpf der originalen Franzoseneiche, der „in Manneshöhe“ einen Umfang von 11 Metern hatte.
Heute steht nahe dem ursprünglichen Standort eine neue Eiche. Ursprünglich wuchs dieser Baum auf einer Lichtung, die inzwischen jedoch – nordwestlich des Baums – von Nadelwald umgeben ist. Von der alten Eiche existiert heute nichts mehr.

## Heutige Bedeutung
An der Franzoseneiche findet seit 1996 in jedem zweiten Jahr ein kleines Fest statt, das abwechselnd von Vereinen der umliegenden Orte gestaltet wird. Ein Festgottesdienst an der Eiche wird ebenfalls im Wechsel zwischen den angrenzenden Pfarreien gefeiert. Zudem ist sie ein beliebtes Wanderziel.